# Villa del Parque Necochea
Club Social y Deportivo Villa del Parque – argentyński klub piłkarski z siedzibą w mieście Necochea leżącym w prowincji Buenos Aires.

## Historia
Klub założony został 29 marca 1961 i gra obecnie w czwartej lidze argentyńskiej Torneo Argentino B.